# Будина, Ольга Александровна
О́льга Алекса́ндровна Бу́дина (род. 22 февраля 1975, Москва, СССР) — российская актриса театра и кино, певица и телеведущая, лауреат Государственной премии России (2001).

## Биография

### Ранние годы
Родилась 22 февраля 1975 года в Москве.
Детские и школьные годы жила в городе Одинцово Московской области. Обучалась в гуманитарном лицее, в историко-литературном классе. Окончила среднюю школу без троек в аттестате. Была более успешна в гуманитарных науках. Активно занималась общественной работой.
В школьные годы начала проявлять творческие способности. С успехом обучалась в музыкальной школе по классу аккордеона, играла на фортепиано. Ольге неоднократно поручали проведение школьных праздников и постановку спектаклей. В лицее создала собственный театр и поставила мюзикл «Принцесса на горошине». Шила костюмы. Была солисткой школьного хора и оркестра. Выступала на школьных дискотеках в составе любительского вокально-инструментального ансамбля, куда её пригласили в качестве солистки.
После девятого класса средней школы пыталась поступить в Государственное музыкальное училище имени Гнесиных. Потерпев неудачу, вернулась в свою школу. Учась в старших классах, окончила Школу юных филологов при Московском государственном университете. Получила квалификацию экскурсовода 3 категории и проводила экскурсии по пушкинскому селу Захарово, расположенному неподалёку от Одинцово. Пробовала себя в качестве учителя.
Спустя год после окончания школы планировала вновь поступать в Гнесинское училище. Однако в момент подачи документов изменила своё решение в пользу Высшего театрального училища имени Щукина. Получив максимальный балл на вступительных испытаниях, Ольга стала студенткой театрального ВУЗа. Экзаменационную комиссию возглавлял Владимир Этуш. Художественным руководителем в Щукинском училище стала Марина Александровна Пантелеева. Вначале учёба давалась тяжело: на первой же сессии Ольга получила все зачёты условно, и даже стоял вопрос о её отчислении. Приложив большие усилия, она подтянулась в учёбе и уже на втором курсе получила высшую оценку по актёрскому мастерству.

### Карьера в кино и на телевидении
На втором курсе получила предложение от «Мосфильма» сняться в короткометражном фильме «Играем „Маленького принца“», однако эта лента в прокат так и не вышла. Играла эпизодические роли в кино, снималась в телесериалах: «Простые истины», «Д.Д.Д. Досье детектива Дубровского», «Чек», «Директория смерти», «Не послать ли нам… гонца?» и других, а также принимала участие в юмористической телевизионной программе «Бис».
Первой крупной ролью стала роль великой княжны Анастасии Николаевны в фильме Глеба Панфилова «Романовы. Венценосная семья», которую она сыграла, будучи студенткой четвёртого курса.
Из-за съёмок фильма «Романовы. Венценосная семья» пропустила показы в театры Москвы, и по окончании училища в 1997 году ей не удалось поступить ни в один из них.

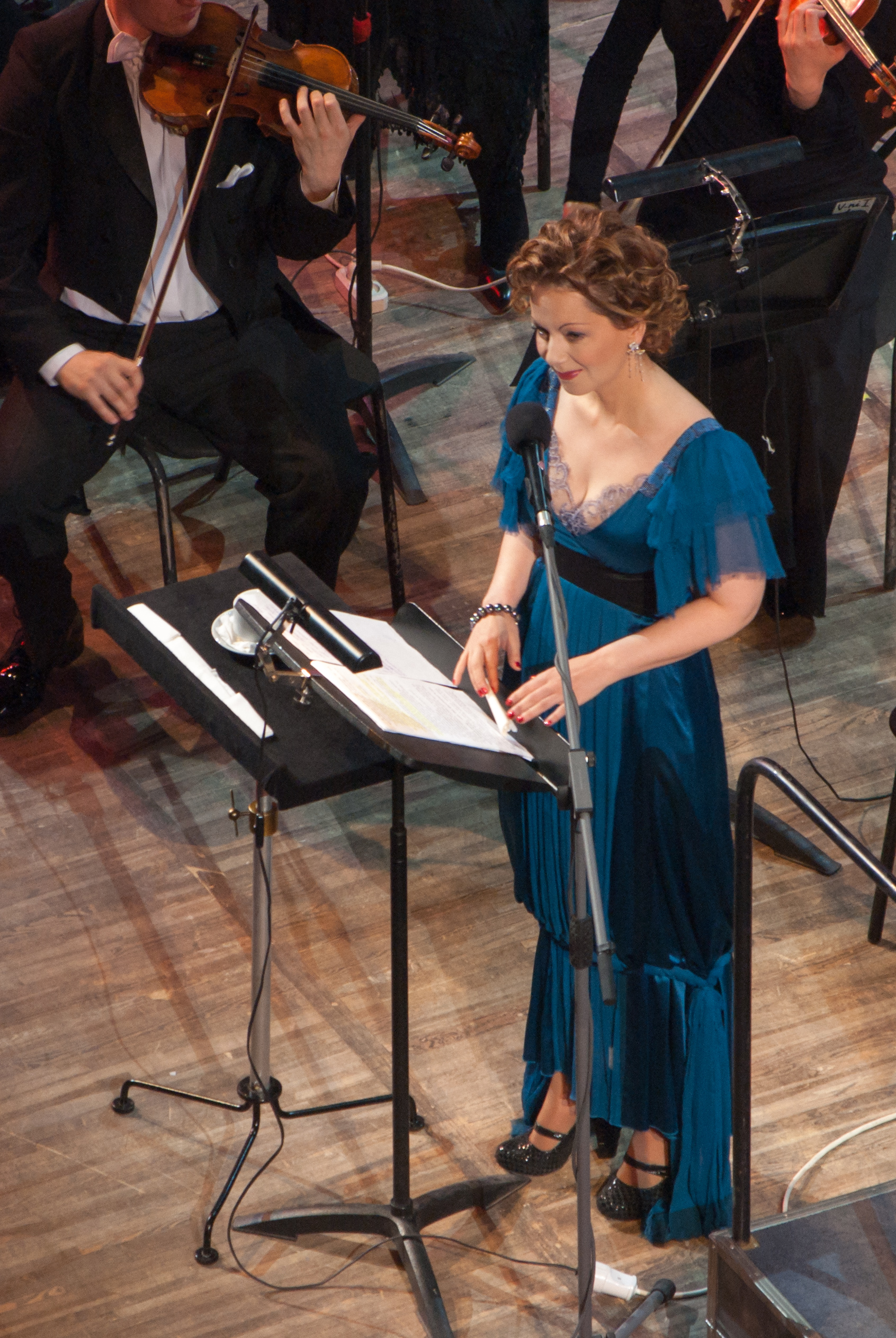
На сцене Концертного зала имени П. И. Чайковского. Январь 2013 г.

В 2000 году приобрела популярность после того, как сыграла главную роль в картине Александра Митты «Граница. Таёжный роман». В этом же году состоялась премьера фильма на открытии XXII Московского кинофестиваля.
После успеха 2000 года новые роли последовали незамедлительно. Среди них экранизация романа Достоевского «Идиот» (2003), где были собраны ведущие российские актёры, исторический боевик «Баязет» (2003) по роману Валентина Пикуля, многосерийная драма «Московская сага» (2004) по произведению Василия Аксёнова.
В 2007 году в издательстве «Эксмо» вышла в свет книга «Дневник Ольги Будиной. Говорящая беременность».
С 24 сентября 2012 по 29 августа 2014 года была соведущей программы «О самом главном» на канале «Россия-1».
Стала популярна после исполнения главной роли в сериале «Земский доктор» (2010—2014), но в 2015 отказалась принимать участие в съемках шестого сезона, а также ушла из театра и покинула ТВ-передачу «О самом главном», ссылаясь на усталость.

### Благотворительность
Несколько лет шефствует над детским домом в Угличе. В 2011 году её благотворительный фонд выделил два миллиона рублей на ремонт здания, в ходе которого вскрылось нецелевое расходование бюджетных средств. 27 декабря 2012 года в программе «Прямой эфир» на канале «Россия-1» Ольга заявила об ужасающих условиях и коррупции в этом учреждении. Инцидент привлёк внимание СК РФ, и в январе 2013 года на руководство детдома были заведены уголовные дела. И хотя уже 1 февраля 2013 года прокуратура, основываясь на итогах прокурорской проверки, слова актрисы опровергла, 30 мая того же года дело в отношении директора по статьям 160, части 3 (растрата), и 286, части 1 (превышение полномочий), было передано в суд.

### Общественная позиция
Поддержала российское вторжение на Украину, позже призвала матерей подготавливать детей к этой войне. Позднее Будина была внесена ФБК в список коррупционеров и разжигателей войны за поддержку действий российских властей во время агрессии против Украины.
В 2023 году актриса усмотрела некие «западные ценности» в российском фильме «Чебурашка».
28 апреля заявила, что «власти» специально внушили женщинам, что они тоже люди, чтобы собрать с них налоги.

### Личная жизнь
В 2004 году вышла замуж за предпринимателя Александра Наумова, который был намного её старше. В конце 2004 года у пары родился сын Наум. Через 3 года пара разошлась.

## Работы

### Фильмография
| Год       |   | Название                                  | Роль |
| --------- | - | ----------------------------------------- | --- |
| 1996      | ф | Играем «Маленького принца»                | актриса |
| 1998      | ф | Не послать ли нам... гонца?               | Вика, девушка по вызову                                                                                    |
| 1998      | ф | Цветы от победителей                      | Лиза |
| 1999      | с | Д. Д. Д. Досье детектива Дубровского      | Лера |
| 1999      | с | Директория смерти                         | Жанна |
| 1999      | с | Простые истины                            | Вера Сергеевна Маркелова, учитель английского                                                              |
| 2000      | с | Граница. Таёжный роман                    | Марина Голощёкина                                                                                          |
| 2000      | ф | Дневник его жены                          | Галина Плотникова                                                                                          |
| 2000      | с | Империя под ударом                        | Ольга |
| 2000      | ф | Романовы. Венценосная семья               | великая княжна Анастасия Николаевна                                                                        |
| 2000      | ф | Чек                                       | секретарь                                                                                                  |
| 2001      | ф | Даун Хаус                                 | девушка Мария                                                                                              |
| 2001      | с | Саломея                                   | Саломея |
| 2002      | ф | Железнодорожный романс                    | Вера |
| 2003      | с | Баязет                                    | Ольга Егоровна Хвощинская                                                                                  |
| 2003      | с | Идиот                                     | Аглая Епанчина                                                                                             |
| 2003      | ф | Радости и печали маленького лорда         | Нора |
| 2004      | с | Московская сага                           | Нина Градова-Китайгородская                                                                                |
| 2006      | ф | Жена Сталина                              | Надежда Аллилуева                                                                                          |
| 2007      | ф | Колье для снежной бабы                    | Катя |
| 2007      | с | Личная жизнь доктора Селивановой          | Елена Леонардовна Селиванова                                                                               |
| 2008      | с | Тяжёлый песок                             | Елена Моисеевна                                                                                            |
| 2008      | ф | Уравнение со всеми известными             | Анна Самойлова                                                                                             |
| 2009      | с | Синдром Феникса                           | Татьяна |
| 2010—2014 | с | Земский доктор                            | Ольга Самойлова                                                                                            |
| 2010      | с | Сердце матери                             | Вера Игоревна Гурьянова, капитан милиции, следователь                                                      |
| 2013      | ф | Эйнштейн. Теория любви                    | Маргарита                                                                                                  |
| 2015      | с | Тайна кумира                              | Татьяна Филатова                                                                                           |
| 2017      | ф | Каинова печать                            | Лиза |
| 2018      | с | Презумпция невиновности                   | Ирина Витальевна Холкина, старшая медсестра в кардиологическом отделении интенсивной терапии (серии № 5-6) |
| 2022      | с | Земский доктор. Любовь. Восемь лет спустя | Ольга Самойлова                                                                                            |

### Телевидение
- 2006 — «Слава Богу, ты пришёл!» — гость
- 2007 — «Доброе утро, Россия!» — ведущая программы, Россия
- 2007 - Телеигра "Маркиза"
- 2009 — «Голубой огонёк-2009» — исполнительница финальной песни
- 2010 — «Добрый вечер, Москва!» — ведущая программы, «ТВ-Центр»
- 2010 — «Зірка+Зірка» — участник шоу, канал «1+1», «Украина»
- 2012—2014 — О самом главном — ведущая программы, «Россия 1»
- В выпуске 23 декабря 2002 года «Кто хочет стать миллионером?». Ответили на 12 вопросов и Выигрыш: 32 000 руб.
- 2 раза принимала участие программы «Форт боярд» 2003 год:
  - В 1-й раз участники и команды: Валерий Николаев, Алексей Кравченко, Виталий Трубецкой, Анастасия Чернобровина и Алексей Михалёв
  - В 2-й раз участники и команды: Александр Скляр, Екатерина Коновалова, Татьяна Лазарева, Александр Домогаров и Вячеслав Грунский
- В выпуске 2 января 2010 года «Кто хочет стать Максимом Галкиным» и покидает игру без выигрыша. Призовой фонд: 25 000 руб.
- В выпуске 21 сентября 2019 года «Пятеро на одного» Ольга Шелест, Андрей Ургант, Анфиса Чехова и Александр Пушной
- Принимала участие в программе «Блеф-клуб» 3 июля 2004 вместе с Сергеем Баталовым и Александром Дьяченком
- Принимала участие в программе «Маркиза» в 2007 году

### Театр
Театр Галактика
- 2011 — А. П. Чехов. «Рецепт семейного счастья». (реж. Н. Скорик, А. Гордиенко, А. Бибилюров)[19]

## Признание и награды
- Лауреат Государственной премии Российской Федерации в области литературы и искусства (2001)[1].;
- Лучшая актриса года («Первый канал») (2002)[20];
- X кинофестиваль «Виват кино России!» (2002) — Лучшая женская роль — за роль в фильме «Граница. Таёжный роман»;
- Член Большого жюри XXV ММКФ, стала самым молодым членом жюри за всю историю фестиваля (2003);
- XVI кинофестиваль «Виват кино России!» (2008) —Лучшая актриса сериала — за роль в сериале «Личная жизнь доктора Селивановой»;
- Кавалер орденов Ломоносова и «Слава нации»[21];
- Обладатель награды «Легенда России»[21];
- Академик Национальной академии кинематографических искусств и наук[21];
- Член Правления Союза кинематографистов[21];
- Стала первой российской звездой компании AVON (2007)[22];
- Участница списка 10 самых красивых женщин России («Русский репортёр») (2008)[23].